# Cucina indiana meridionale

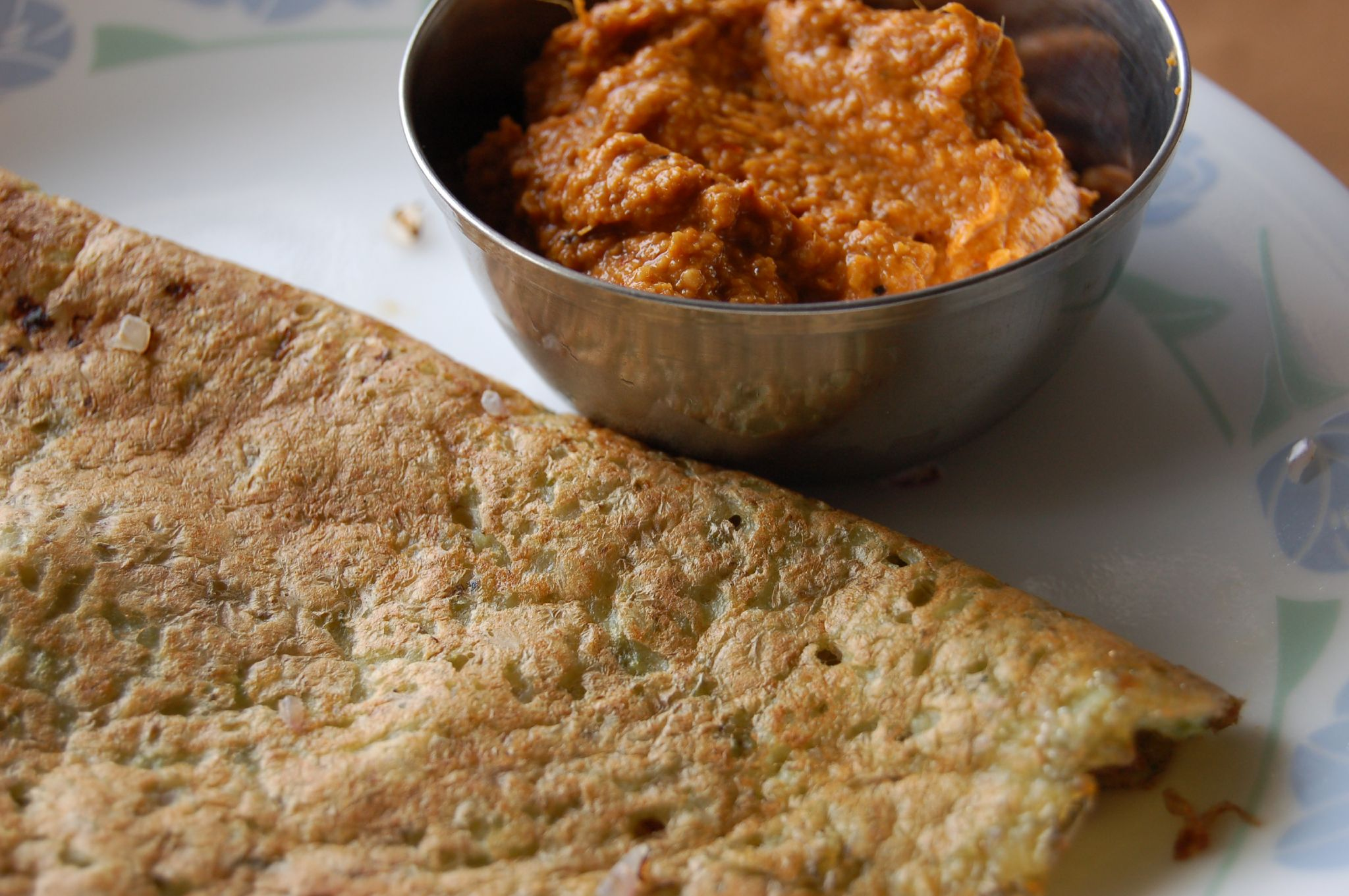
Pesarattu

La cucina indiana meridionale è la cucina degli stati meridionali dell'India: Andhra Pradesh, Karnataka, Kerala e Tamil Nadu.
In comune la cucina di questi quattro stati ha l'uso del riso e degli ingredienti di base, l'uso delle lenticchie e delle spezie, l'uso di peperoncino rosso essiccato e peperoncini verdi freschi, noce di cocco e frutta e verdure locali come il tamarindo, piantaggine, zucca serpente, aglio, zenzero, etc.
In Kerala, Tamil Nadu, nel Karnataka meridionale e costiero e nella maggior parte dell'Andhra Pradesh usano più riso. Nel Karnataka settentrionale consumano più ragi e jowar, mentre nella regione di Telangana usano di più jowar e bajra.

## Andhra Pradesh
La cucina dell'Andhra Pradesh è fra le più piccanti di tutta l'India. Si fa largo uso di peperoncino e tamarindo.
La maggior parte dei piatti sono basati su verdure e lenticchie.
All'interno dello stato vi sono variazioni regionali.

## Karnataka

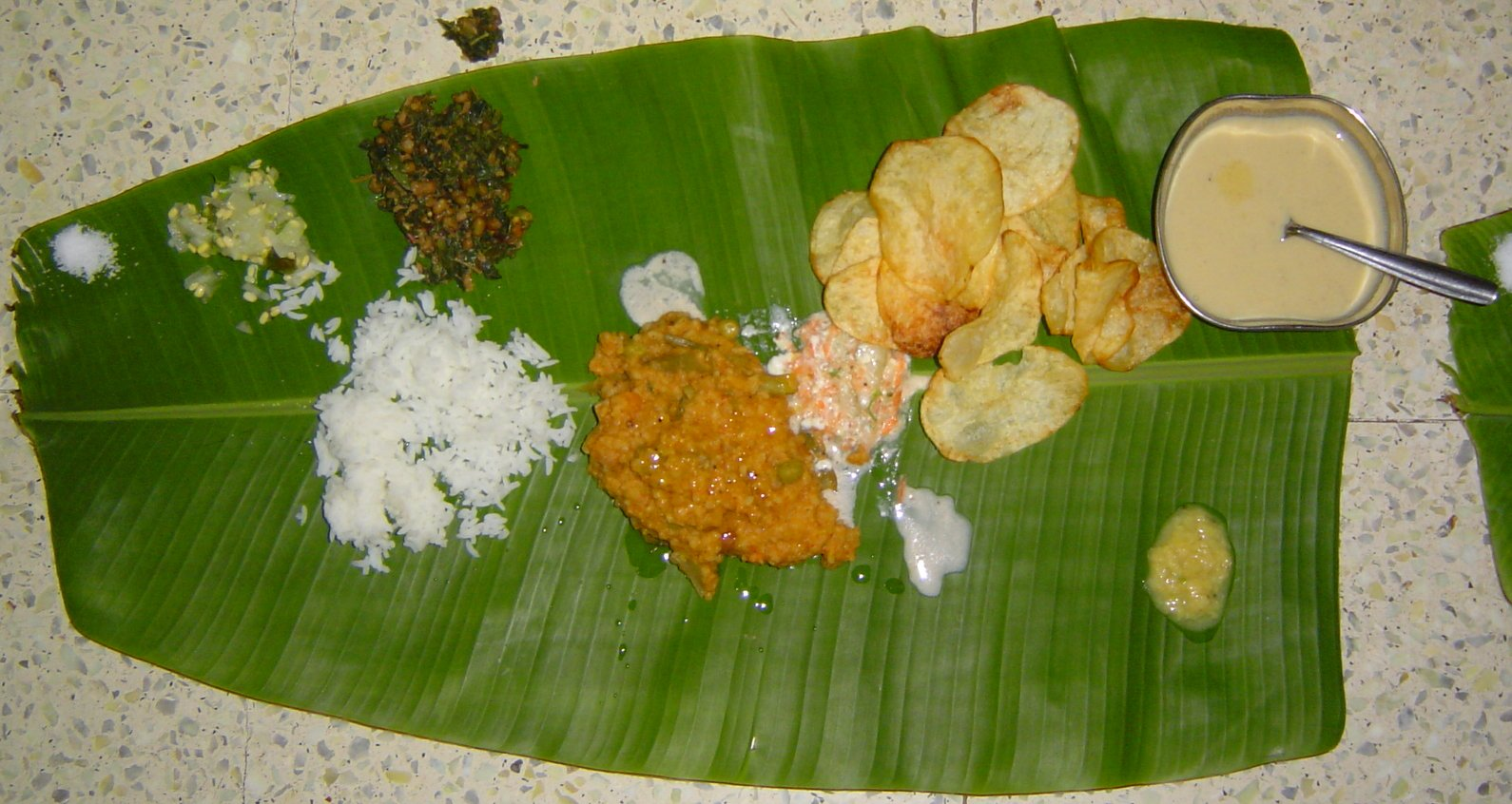
Pranzo del Karnataka

La cucina del Karnataka è molto varia. Sicuramente la meno piccante dei 4 stati, c'è un largo uso di sagù e zucchero di palma. I piatti a base di verdure sono i più popolari.
La cucina udupi è parte integrante della cucina karnataka.
La cucina dello stato si può ulteriormente suddividere in cucina karnataka settentrionale, della costa, meridionale e cucina Coorgi.

## Kerala
La cucina del Kerala usa anch'essa molto le verdure ma a causa di una forte presenza di cristiani e musulmani anche i piatti a base di carne sono molto comuni.
Piatti a base di verdure: olan, paalpradaman, nendarangai chips, aviyal, pulissery, erucherri, sambar, rasam, kalan, upperis, pachady, kichadi.

## Tamil
I Tamil hanno sia piatti piccanti che non. A parte i bramini e un paio di caste non bramine i Tamil mangiano cibo non vegetariano. Molti di questi piatti sono mangiati con riso al vapore, che è il prodotto di base della regione.
La cucina Tamil raggruppa i piatti sotto cinque categorie leggermente sovrapponibili.
Per primo vi sono i piatti che vanno necessariamente mischiati col riso come Kuzhambu, Sambhar, Paruppu, Rasam, Thayir, Kadaiyals .
La seconda categoria è rappresentata dai contorni che accompagnano questa mistura come Kootu, Kari, Poriyal, Sottaceti, Papads
La terza categoria sono gli spuntini: vadai, bonda, bajji, zuppe, vari tipi di chutney, thayir pachadi.
La quarta categoria sono i dessert: come i Payasam, Kheer, Kesari
La quinta categoria comprende infine i pasti leggeri per la colazione e la cena: dosai, poori, tipi di pongal, tipi di uppma, idiyappam, aappam, adai, parotta, paniyaram etc